# Sorelle concezioniste al servizio dei poveri
Le sorelle concezioniste al servizio dei poveri (in portoghese Irmãs Concepcionistas ao Serviço dos Pobres; sigla C.S.P.) sono un istituto religioso femminile di diritto pontificio.

## Storia
L'istituto fu fondato il 20 marzo 1944 a Évora, in Portogallo, da Maria Isabel Picão Caldeira Carneiro.
Il 5 luglio 1955 ebbe luogo l'erezione canonica dell'istituto in congregazione religiosa.

## Attività e diffusione
Le suore si dedicano all'assistenza ai poveri e ai bisognosi; operano anche in case di riposo e asili.
Oltre che in Portogallo, sono presenti in Italia, Messico, Mozambico e Timor Est; la sede generalizia è a Lisbona.
Alla fine del 2015 l'istituto contava 101 religiose in 20 case.